# Der Feigenkaktus
Der Feigenkaktus (arabisch الصبار, DMG aṣ-ṣabbār) ist ein Roman der palästinensischen Schriftstellerin Sahar Khalifeh. Die arabische Ausgabe erschien 1976.

## Inhalt
Das Buch spielt in den Jahren nach dem Sechstagekrieg im von Israel besetzten Westjordanland. Der junge Palästinenser Usama kehrt nach einem jahrelangen Aufenthalt in den Golfstaaten zu seiner Familie, den al-Karmi,  nach Nablus zurück. Schon beim Grenzübertritt wird ihm schmerzlich bewusst, dass dies nicht mehr das Land ist, das er sich in seinen  Träumen und Kindheitserinnerungen vorgestellt hat. Seine Mutter vertraut auf die Lösung der Probleme durch Gott und will von Widerstand nichts wissen. Sein Onkel, der Patriarch der Familie und einer der Notabeln des Orts, ist krank. Er hat seine Orangenplantagen wegen Arbeitskräftemangels verloren, träumt aber von vergangener arabischer Größe und hält  Pressekonferenzen ab, auf denen er politische Erklärungen verliest. Er hat drei Kinder: Sein Sohn Adel arbeitet heimlich in Israel und ermöglicht der Familie damit das Überleben. Seine Tochter Nuwar ist in einen gefangenen Kämpfer verliebt, ihr Vater will sie aber mit einem jungen Arzt verheiraten. Sein zweiter Sohn Basil, der zeitweise inhaftiert wird, macht Nuwars Liebe öffentlich, um ihre Verheiratung zu verhindern. Usama hat den militärischen Auftrag erhalten, Busse mit Arbeitern, die aus den besetzten Gebieten nach Israel fahren, anzugreifen. Er kommt bei der Erfüllung des Auftrags ums Leben. Schließlich entdeckt das israelische Militär ein Waffenlager im Keller der al-Karmis und sprengt ihr Haus in die Luft.
Der  1980 erschienene Roman Die Sonnenblume setzt die Handlung des Buches fort; Adel, der Vetter Usamas, ist eine der handelnden Personen.

## Stil und Rezeption
Rezensenten beschrieben Khalifehs Stil als knapp, hektisch und temporeich. Fast alle Kapitel sind kurz und durch schnelle Abfolge von Bildern, Gefühlen und Handlungen gekennzeichnet. Selbst lyrische Passagen erlauben kein längeres Verweilen, nur wenige ausführliche innere Monologe unterbrechen die Rastlosigkeit. Khalifeh macht intensiv von der arabischen Diglossie Gebrauch, mit der sie soziale Unterschiede und unterschiedliche Kommunikationsebenen verdeutlicht. Die Schriftsprache wird zur Erzählung und intellektuellen Kommunikation eingesetzt, die Umgangssprache dient, oft abgestuft, der Umgangskommunikation. So gelingt es der Autorin, Koranzitate und deftige Gossensprache, gelehrte Diskussionen und Volksweisheiten, aufeinanderprallen zu lassen. Ihre Verwendung von Flüchen und Kraftausdrücken wurde aber auch kritisiert.
Der arabische Titel des Buchs, aṣ-ṣabbār, bedeutet „Feigenkaktus“, das homonyme Wort ṣabbār bedeutet „geduldig wie ein Engel“. Im Fortsetzungsroman Die Sonnenblume wird ein Gedicht der palästinensischen Autorin Fadwa Tuqan zitiert, in dem es heißt: Sie wuchsen im verlassenen Walde der Nacht auf, im Schatten des bitteren Feigenkaktus. Das 1976 erschienene Buch brachte Khalifeh den Durchbruch und machte sie international bekannt. Deutsche Ausgaben erschienen 1983, 1990 und 2002.
Das Buch wurde auch ins Hebräische übersetzt, in den Palästinensergebieten war zunächst nur die hebräische Übersetzung erlaubt, das arabische Original war verboten.